# Canal de Roanne à Digoin
Der Canal de Roanne à Digoin (deutsch: Roanne-Digoin-Kanal) ist ein französischer Schifffahrtskanal, der in den Regionen Auvergne-Rhône-Alpes und Bourgogne-Franche-Comté verläuft, die Städte Roanne und Digoin miteinander verbindet und im Prinzip eine Verlängerung des Canal latéral à la Loire (deutsch: Loire-Seitenkanal) nach Süden darstellt.

## Verlauf und technische Infrastruktur

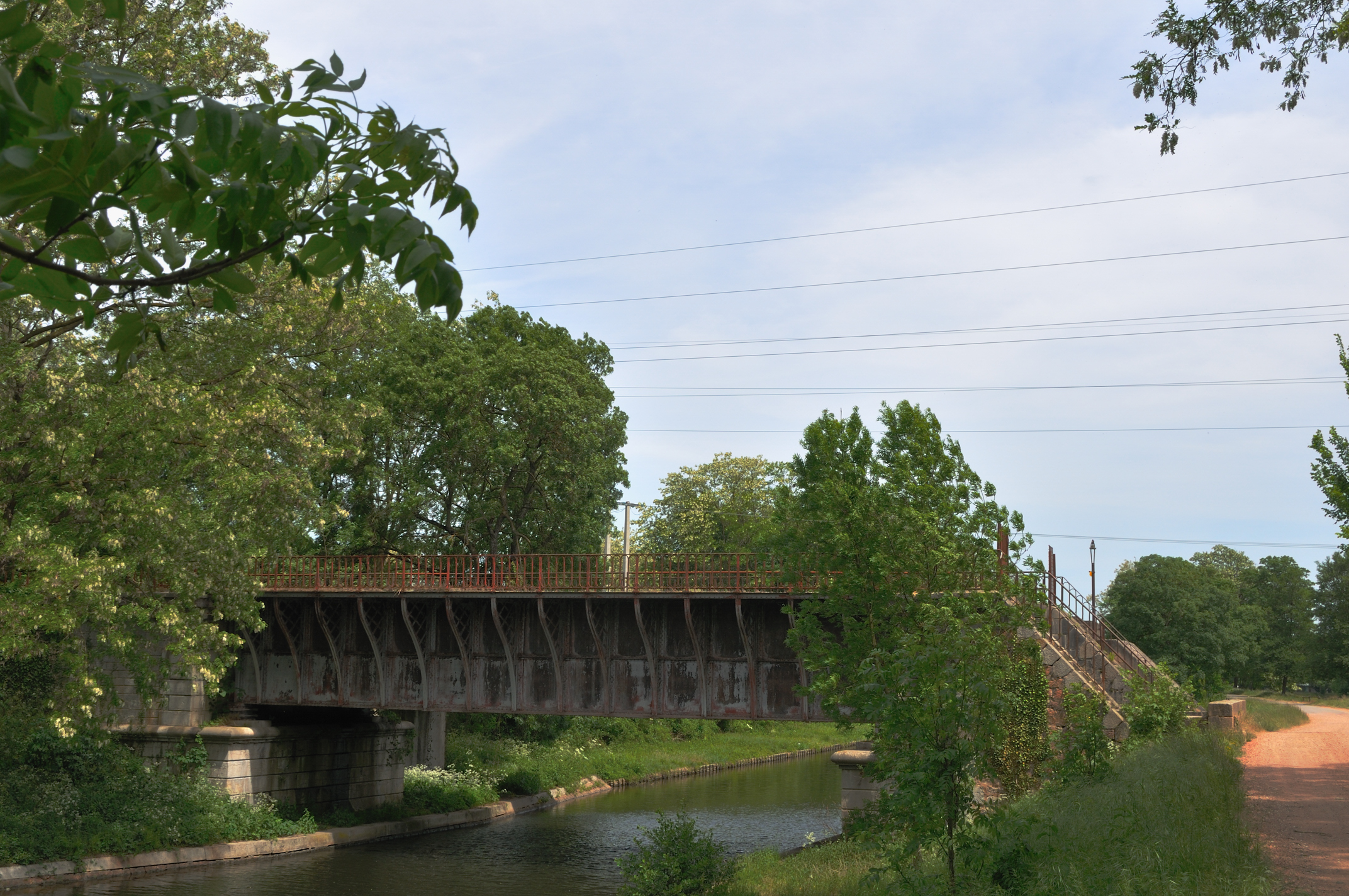
Brücke des kanalisierten Flusses Oudan über den Kanal

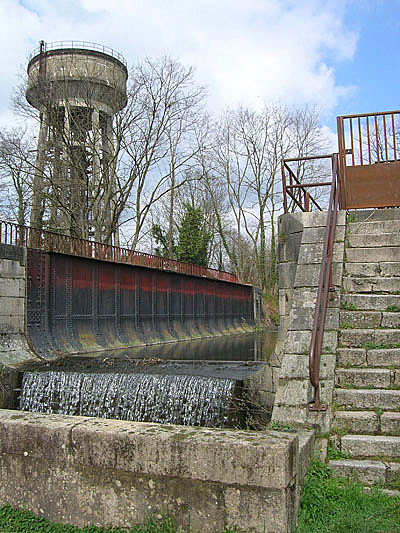
Trog des Pont Pisserot

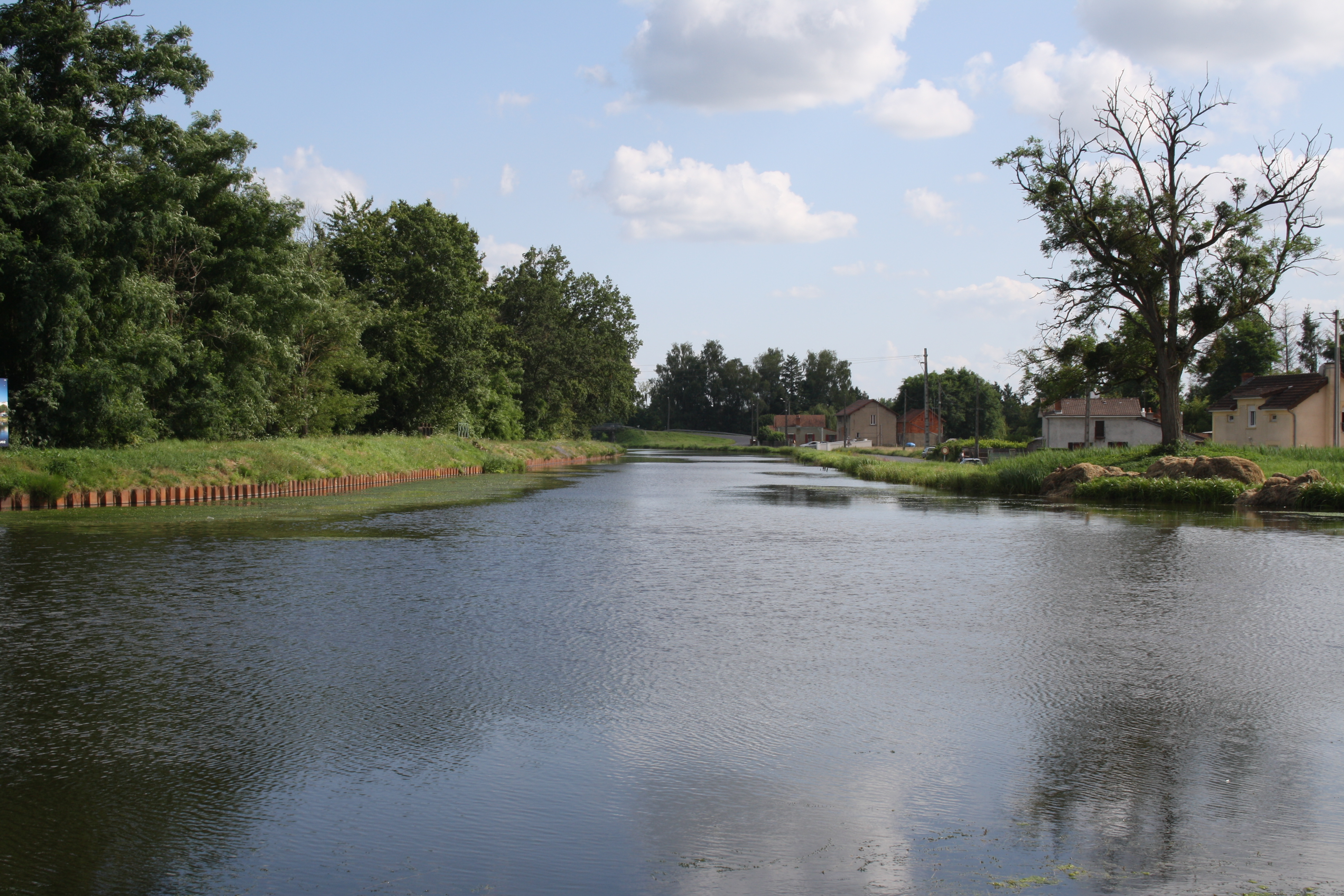
Mündung des Kanals in den Canal latéral à la Loire bei Digoin

Der Kanal beginnt im Hafenbecken von Roanne, verläuft generell in nördlicher Richtung und führt immer am linken Ufer des Flusses Loire entlang, bis er nach 55 Kilometern, bei Chavanne (Gemeinde Chassenard), in den Loire-Seitenkanal einmündet. Dieser überquert zwei Kilometer weiter die Loire mit einer 240 Meter langen Kanalbrücke und geht auf der anderen Seite in den Canal du Centre (deutsch: Zentrumskanal) über, der eine Verbindung zur Saône und weiter zum Mittelmeer herstellt. Die Stadt Digoin ist damit ein wichtiger Kreuzungspunkt der französischen Wasserwege.
Der Kanal ist vom Typus her ein Seitenkanal, der ohne eigene Scheitelhaltung dem Flussverlauf der Loire folgt. Zur Überwindung der Höhendifferenz von 37 Metern verfügt er über zehn Schleusen, die für Schiffe der Normgröße Freycinet ausgelegt sind.
Bemerkenswert ist die Pont Pisserot genannte Kanalbrücke des Oudan nördlich von Roanne, da in diesem Fall der Fluss den Kanal überquert und nicht umgekehrt, wie es sonst üblich ist. Erbaut wurde die Brücke 1897 von Léonce-Abel Mazoyer, der im Jahr davor die Kanalbrücke Briare fertiggestellt hatte. Wie jene besteht sie aus einem aus Flussstahl bestehenden Trog; die Widerlager wurden aus Granit und Porphyr errichtet.

### Koordinaten
- Ausgangspunkt des Kanals: 46° 2′ 25″ N, 4° 5′ 3″ OKoordinaten: 46° 2′ 25″ N, 4° 5′ 3″ O
- Endpunkt des Kanals: 46° 28′ 18″ N, 3° 58′ 0″ O

### Durchquerte Départements
- in der Region Rhône-Alpes: Loire
- in der Region Burgund: Saône-et-Loire
- in der Region Auvergne: Allier

### Orte am Fluss
- Roanne
- Briennon
- Chambilly
- Chassenard

### Liste der Schleusen
- Roanne
- Cornillon
- Briennon
- Artaix
- Montgrailloux
- Chambilly
- Bourg-le-Comte
- Chassenard
- Beugnets
- Bretons

## Geschichte

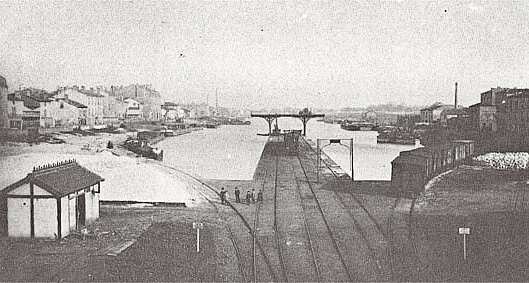
Hafen Roanne (1884)

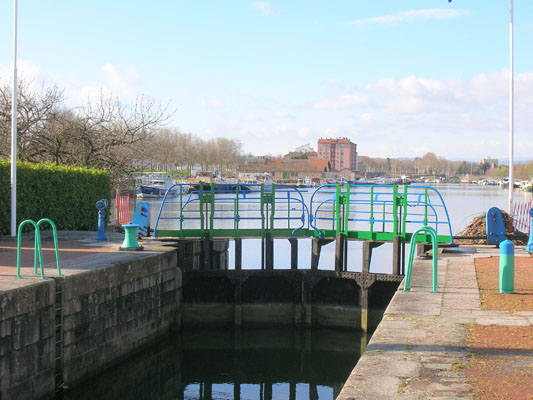
Schleuse bei Roanne

Der Kanal ist einer von vielen Schifffahrtskanälen, die vom französischen Generaldirektor für das Straßen- und Brückenwesen Louis Becquey 1821/1822 per Gesetz definiert wurden. Das Ziel des Kanals bestand darin, die unzuverlässige Wasserführung der Loire angesichts des wachsenden industriellen Aufschwunges durch einen Seitenkanal zu ersetzen.
Der Kanal wurde von einer französisch-schweizerischen Gesellschaft finanziert. Der mit der Errichtung des Kanals beauftragte Ingenieur war Pierre-Benoit de Varaigne. Die Arbeiten wurden 1832 begonnenen, die Eröffnung des Kanals erfolgte bereits 1838.
Er umfasste nach seiner Fertigstellung 13 Schleusen mit den Abmessungen von 31 Metern Länge und 5,20 Metern Breite. Dies entsprach der von Louis Becquey festgelegten Norm, weshalb sie auch „Becquey-Größe“ genannt wird.
1863 wurde der Kanal vom Staat zurückgekauft, der durch verschiedene Änderungen versuchte, ihn gegenüber dem Bahntransport wettbewerbsfähiger zu machen.
In den Jahren 1890 bis 1905 wurde der Kanal auf die neue Größennorm von Freycinet umgebaut. Dabei wurden die ursprünglich 13 Schleusen auf zehn reduziert und ihre Länge auf 39 Meter vergrößert. Mit diesen Arbeiten wurde Ingenieur Léonce-Abel Mazoyer (1846–1910) beauftragt, der auch die berühmte Kanalbrücke Briare entworfen hatte.
Der Höhepunkt des Frachtaufkommens wurde im Jahr 1917 erreicht. Trotzdem wurde der Rückgang seiner wirtschaftlichen Bedeutung erst ab den 1960er-Jahren dramatisch. Man überlegte damals sogar, ihn teilweise zu überdecken und an seiner Stelle eine Schnellstraße zu errichten.
Im Juni 1992 fiel der Entschluss, den Hafen von Roanne nicht länger für den Handel zu benutzen. Seine Nachfolge wurde von der Freizeit- und Tourismuswirtschaft übernommen, die schon bald begann, den Hafen für die Nutzung durch Sport- und Hausboote umzugestalten.
Der Kanal gehört nach wie vor dem Staat und wird von der staatlichen Betreibergesellschaft Voies Navigables de France (VNF) wegen des geringen Personalstandes nur mehr recht und schlecht unterhalten. Sein Verkauf an die Gebietskörperschaften ist im Rahmen der Förderung des regionalen Tourismus in Betracht gezogen.